# Primer Imperio de Haití
El Primer Imperio de Haití o Primer Imperio haitiano oficialmente Imperio de Haití (en francés: Empire d'Haïti; en criollo haitiano: Anpi an Ayiti) fue una monarquía electiva en las Antillas. Haití había sido parte de la colonia francesa de Saint-Domingue, pero el 1 de enero de 1804 se declaró la independencia. El gobernador general de Haití, Jean-Jacques Dessalines, estableció el imperio el 22 de septiembre de 1804 cuando se proclamó a sí mismo como Emperador Jacobo I. El 6 de octubre el nuevo emperador celebró una 'ceremonia de coronación'. La constitución del 20 de mayo de 1805 establece la forma en que el imperio organiza al país, dividiéndolo en seis unidades militares con cada uno de los generales de división para un contacto directo con el emperador o el general en jefe que sería nombrado por el emperador. En la constitución también se establecía la forma de sucesión al trono, dictaminaba que la Corona "es electiva, pues el emperador reinante tiene la facultad de designar a su sucesor". La constitución también prohibía a la población blanca poseer bienes en el imperio.
El Emperador Jacobo I es traicionado y asesinado el 17 de octubre de 1806 por dos miembros de su administración: Alexandre Pétion y Henri Christophe, quienes al asumir el poder provocan una escisión en el país con Pétion liderando el sur en la República de Haití y Christophe liderando el norte del país con el Estado de Haití, luego convertido en el Reino de Haití.
Muchos años más tarde, el 26 de agosto de 1849, el presidente Faustin Soulouque estableció el Segundo Imperio de Haití y se proclamó Emperador Faustino I, que duraría hasta el 15 de enero de 1859.

## Historia
Temiendo el regreso de los franceses a la isla, Dessalines hizo construir fuertes.
El 8 de octubre de 1804, es coronado emperador con el nombre de Jacques I de Haití, en Cap-Haïtien con el título: Su Majestad Jacques I, Emperador.
A finales de febrero de 1805, Jean-Jacques Dessalines y sus tropas partieron en dos direcciones: una hacia el norte (Dajabón-Santiago-La Vega-Saint Domingue) comandada por Henri Christophe, y otra hacia el sur (Hinche-San Juan de la Maguana-Azua-Baní-Saint-Domingue) comandada por el propio Dessalines. 

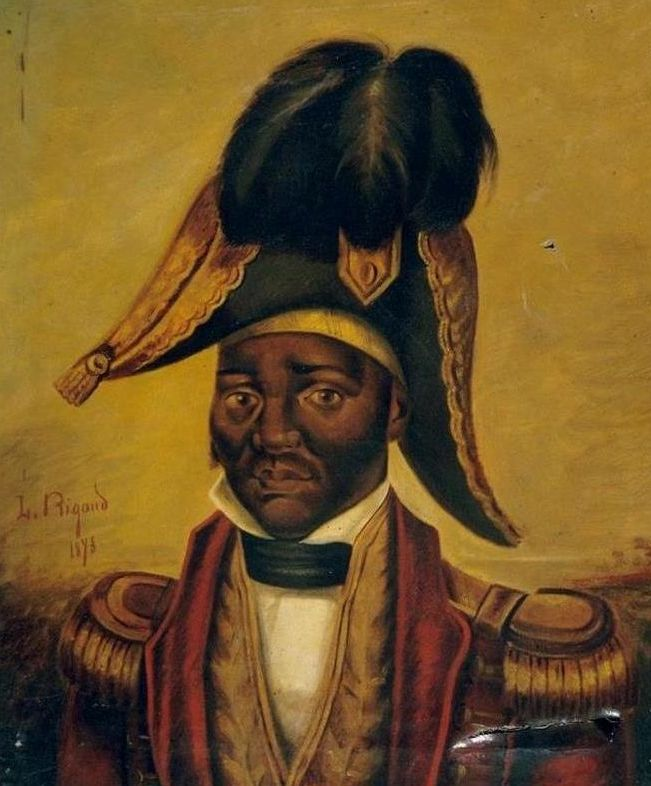
Jean-Jacques-Dessalines, Primer Emperador Haitiano.

El 25 de febrero de 1805, Dessalines, al frente de 30 000 hombres, capturó Santiago. En la ruta del sur, el emperador haitiano se dio cuenta de que los habitantes de San Juan de la Maguana y Baní habían evacuado su ciudad para protegerse, por lo que consideró que la población indígena no merecía su clemencia. El 6 de marzo, al acercarse a la capital, ordenó el incendio de la ciudad de San Carlos, en las afueras de Santo Domingo, y el inicio del asedio de la ciudad. El 25 de marzo, Dessalines ordenó el exterminio total de la población bajo su control. A continuación, estas poblaciones son deportadas a las grandes ciudades de Haití, donde se las mata en lugares públicos mediante aplastamiento (con caballos o bestias de carga) y descuartizamiento.
Tres días después, tres fragatas y dos bergantines franceses llegan a Santo Domingo. Dessalines abandona el asedio de Santo Domingo y se retira a Haití. En abril de 1805, Dessalines, Christophe y sus tropas arrasaron Santiago, Moca, La Vega, Azua, San Juan de la Maguana, Baní, entre otros, y masacraron a los habitantes que no habían huido a la Cordillera Central. Aproximadamente 10 000 personas fueron asesinadas de esta manera. Estas masacres sentaron las bases de dos siglos de animosidad entre los dos países.
Los franceses mantuvieron la parte oriental hasta la batalla de Palo Hincado el 7 de noviembre de 1808 y la rendición de Santo Domingo el 9 de julio de 1809 con la ayuda de la Marina Real Británica.
Al mismo tiempo, Dessalines oficializa la lengua francesa, aunque la gran mayoría de la población sólo habla criollo.
Confisca las tierras de los colonos y da lo mejor a sus oficiales. Para reactivar la economía, decreta el trabajo forzoso de los agricultores con una reglamentación más dura que la de Toussaint. El pueblo se levantó de nuevo en armas contra esta dictadura.
Es en Marchand, el 16 de octubre de 1806, cuando Dessalines se entera de la revuelta. Sin saber que Christophe había sido proclamado jefe de la insurrección, le escribió para que estuviera preparado para entrar en el campo. Al general Pétion, que también estaba en la conspiración, le dio la orden de marchar sobre Les Cayes al frente de las tropas de la Segunda División Occidental.
El 17 de octubre de 1806, Jean-Jacques Dessalines fue asesinado en Pont-Rouge, al norte de Puerto Príncipe, por sus colaboradores, Alexandre Pétion, Jean-Pierre Boyer, André Rigaud y Bruno Blanchet.
Tras el asesinato de Dessalines, el país se dividió en dos bajo la autoridad de sus antiguos generales: Henri Christophe, elegido presidente con poderes limitados, intentó imponerse, pero se enfrentó a Alexandre Pétion, que defendió la capital, Puerto Príncipe. Christophe regresó a Cap-Haïtien, en el norte, donde se proclamó presidente vitalicio. En el sur, el Senado eligió a Pétion como presidente de la República.